# 腱

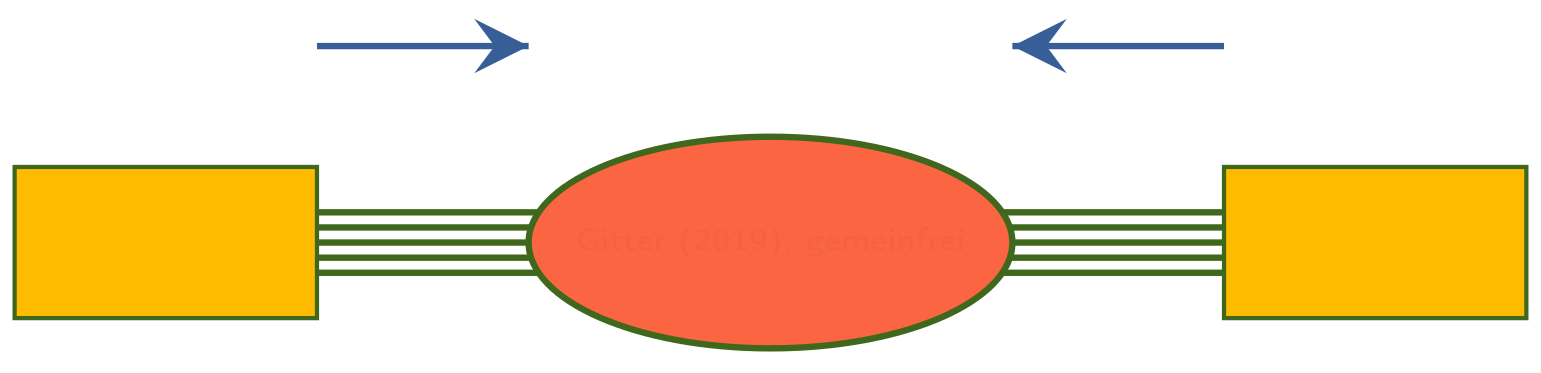
概念図として、骨（黄色）と筋肉（赤）をつなぐのが腱である。この意味で、骨と骨をつなぐ靭帯とは異なる。

腱の断面概念図、1.繊維膜（線維鞘）、2.腱間膜（血液や神経が通る骨側の膜）3.外葉 4.滑液鞘（滑膜、滑液包、滑液嚢）、5.内葉、6.腱。線維鞘と滑液鞘を合わせて腱鞘と呼ぶ。

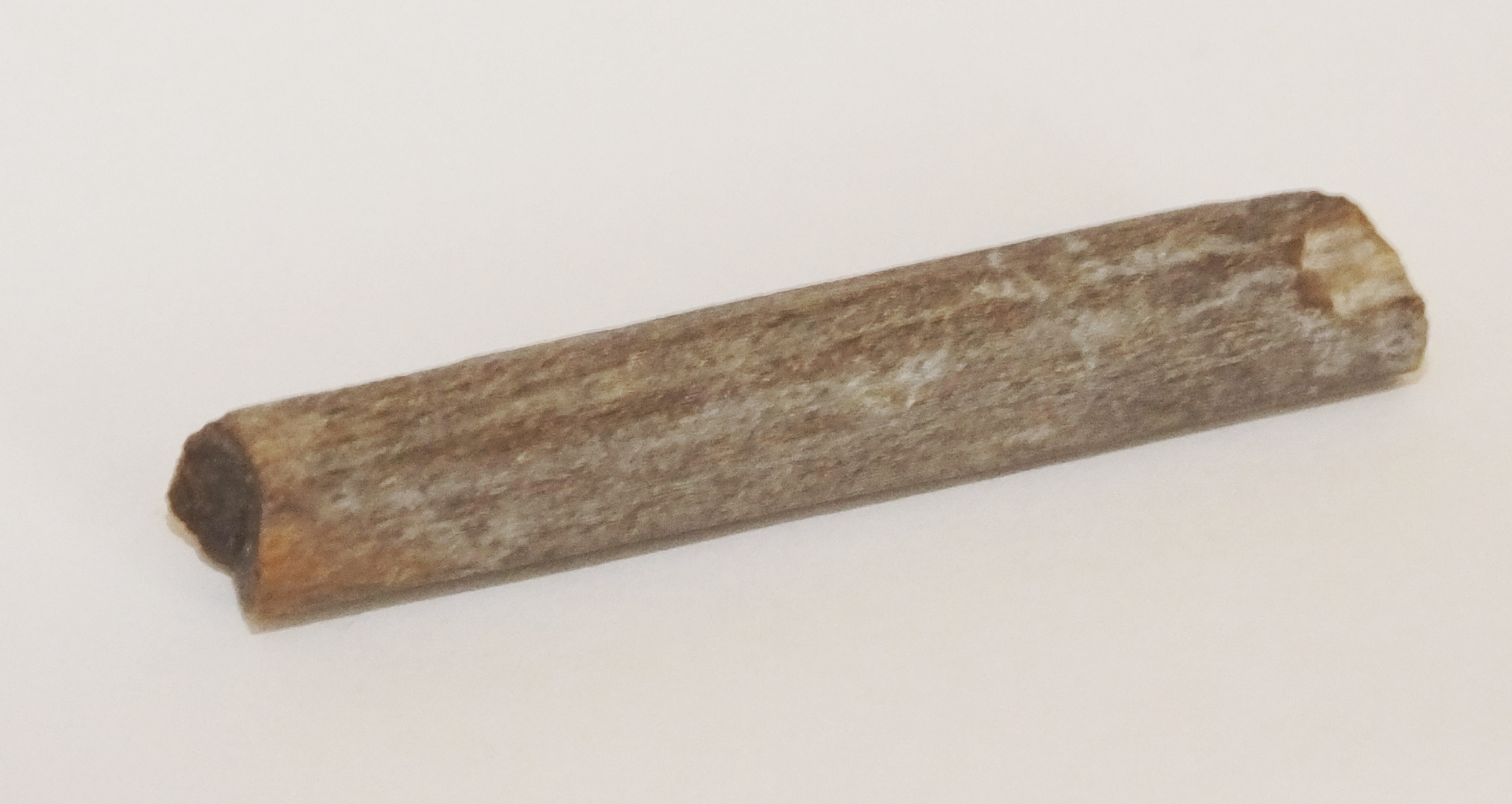
エドモントサウルスの骨化した腱の化石。このような骨化腱（ossified tendons）はサルミエントサウルス、テノントサウルス(腱のトカゲの意)などにも見られる。

腱（けん）は、解剖学において骨格筋が骨に付着する部分の筋肉主体部寄りにある結合組織のひとつ。
骨と骨とを結合させているものは靭帯という。骨から腱への接合部は、筋腱移行部（musculotendinous junction）と呼ぶ。腱が動く感覚などを伝えるゴルジ腱器官を備える。
両生類、爬虫類、鳥類、哺乳類の骨格筋に付属して存在する。哺乳類の場合、骨格筋は全体的に赤色を示すが、腱はほぼ白色に見える。組成は殆どが線維質であるコラーゲンで、軟部組織としては硬い方に属する。代表的な腱はアキレス腱があり、人体の中では最大のものである。簡単に言うと、骨と筋肉を繋げる役割をするものである。
獲物・解体した家畜の部位としての腱は、きわめて強靭で弾力性の高い繊維であり、乾燥によって収縮しつつ硬くなる性質を持つ。

## 人間による利用
古代においてはきわめて重要な物資で、縫い糸にする、石器を木に接合する、木と木をきわめて強く結びつける、合成弓や投石器のばねにするなどの用途があった。さらに煮て膠を得ていた。
スジ肉と呼ばれ多くの文化圏で食用とされる。